# XXXIX secolo a.C.
Il XXXIX secolo a.C. (trentanovesimo secolo avanti Cristo) è il secolo che inizia nell'anno 3900 a.C. e termina nell'anno 3801 a.C. incluso.

## Eventi

### Europa
- Svizzera - Inizio della cultura neolitica di Cortaillod e di Pfyn
- Allevamento del maiale in Europa (fino al 3500 a.C.)

### Africa

#### Antico Egitto
- Inizio del Periodo predinastico dell'Egitto (fino al 3150 a.C.)
  - In Egitto, durante il periodo protostorico detto predinastico o pretinita, si opera l'unificazione culturale, amministrativa e politica della valle del Nilo, a nord delle cateratte fino al delta. L'unificazione, fondata sulle necessità dell'attività agricola, ormai sviluppata con stanziamenti fissi, si esprime attraverso il ricordo di alcuni mitici sovrani, come re Scorpione e Narmer; quest'ultimo, secondo alcuni, sarebbe da identificare con lo stesso primo faraone Menes.
- Si costituiscono i due regni dell'Alto Egitto, a sud, e del Basso Egitto, a nord. I due regni verranno unificati in uno stato unitario in una data compresa tra il 3200 a.C. ed il 3000 a.C. (data convenzionale 3150 a.C., ascesa al trono di Narmer)
- Inizio del Periodo di Naqada I  o Cultura neolitica Amraziana (fino al 3650 a.C.)